# Baek Jong-won
Baek Jong-won (em coreano: 백종원; nascido em 4 de setembro de 1966) é um chef sul-coreano, pesquisador de alimentos, animador, escritor, ensaísta e empresário. Ele é o principal apresentador da série de televisão de culinária da SBS, que tem os títulos ligados ao seu nome: "Baek Jong-won's Top 3 Chef King", "Baek Jong-won's Food Truck" e atualmente "Baek Jong-won's Alley Restaurant".

## Infância
Baek Jong-won nasceu em 4 de setembro de 1966 em Yesan, Chungnam, Coreia do Sul. Ele sempre teve um grande interesse por comida desde criança. Quando ele era um estudante do ensino fundamental, ele ganhou alguns biscoitos, mas ele teve que fritá-los com manteiga e polvilhar com açúcar. Ele era um comedor exigente e obcecado por comer.
Ele afirma que seu pai também era um comedor exigente, o que o fez ficar mais interessado em cozinhar. Quando ele era estudante, seu pai comprava 10 hambúrgueres de cada vez no caminho para casa após uma viagem de negócios. Quando criança, Baek Jong-won experimentava todos os tipos de receitas para tornar o hambúrguer mais saboroso. Foi a partir daí que começou a cozinhar.

## Carreira
Baek é o CEO da TheBorn Korea Inc, 26 franquias de restaurantes com 1.299 filiais em todo o país, incluindo Saemaul sikdang, Baek's Coffee e Baek's Bibim.

### Começos
Quando ele era um calouro, ele começou a trabalhar na indústria de food service pela primeira vez. Mesmo enquanto estava no exército, ele se ofereceu e compartilhou novas receitas interessantes. Depois de se formar, ele parecia ter se afastado dos restaurantes. Ele trabalhou no interior e negócios comerciais. No entanto, ele finalmente voltou.

## Empreendimento
Fundada em 1993, Theborn Korea Co. estabeleceu a maioria das empresas nacionais e estrangeiras com base em seu conhecimento para estabelecer uma filial em 1994 e operar uma filial no país por muitos anos.
As empresas que operam não apenas na Coréia do Sul, mas também nos EUA, China, Japão e Sudeste Asiático têm se tornado cada vez mais bem-sucedidas. Theborn Korea está fazendo seus próprios sabores e marcas, identificando as tendências e necessidades dos consumidores.
Inclui marcas como 'Bornga', 'Hanchin Pocha', 'Saemaul Restaurant', 'Hong Kong Banjeom 0410 Plus +', 'Original Ssambap House' e 'Anchova Noodle Soup 0410'.

## Vida pessoal
Baek se casou com a atriz So Yoo-jin em 19 de janeiro de 2013. Seu primeiro filho, um menino, nasceu em 9 de abril de 2014. O segundo filho, uma menina, nasceu em 21 de setembro de 2015. Seu terceiro filho, outra menina , nasceu em 8 de fevereiro de 2018.

## Franquia

### Saemaul Restaurant
O restaurante Saemaeul (Cidade Nova) é uma loja especializada em ensopado de kimchi e porco, motivado desde o movimento saemaeul dos anos 1960-70. Interiores como os anos 1960-70 e a "música saemaeul", que costumava fluir na hora das refeições, lembram os clientes de sua infância e cidade natal.
Apresenta os favoritos dos coreanos, carne de porco e kimchi ensopado, aprimorando-os, adicionando sabor, emoção e o sabor da cidade natal. Os pratos principais do restaurante Saemaeul são o yeoltan-bulgogi, em que a carne de porco é fatiada na hora e temperada com um molho especial, e o guisado kimchi de 7 minutos, que você pode comer depois de tocar a campainha de 7 minutos.

### Bornga
Baek Jong-won deu início a Bornga com o sonho de criar uma nova cozinha coreana que fosse acessível a estrangeiros e não apenas aos coreanos, além de globalizar o cardápio. Não fazia sentido que a Coreia, que é o país de Bulgogi, não tivesse um cardápio famoso mundialmente. "U-samgyup" é o que ele criou para fazer um menu competitivo de pratos coreanos para estrangeiros.
U-sampyup tem uma boa resposta não só para os coreanos, mas também para os estrangeiros. E Bonga está informando o mundo da cultura alimentar coreana que os coreanos com carne grelhada no carvão, embrulhe-os para fazer "ssam".

### Paik's Coffee
O Paik's coffee começou como um pequeno café no beco de comida de Nonhyeon-dong em 2006. Ele possui um café de 15 cm de altura e alta qualidade com um preço barato.
O Paik's coffee fica em cada esquina: chama a atenção com contrastes atraentes de interior em azul e amarelo e nomes inteligentes de menu como Ah!mericano.
O Paik's coffee é uma marca com mais de 500 filiais na Coreia do Sul.

### Outro
- Hanchin Pocha
- Hong Kong
- Original Ssambap House
- Dolbaegi House
- Paik's Beer
- Hong Kong Banjeom 0410 Plus+
- Anchovy Noodle Soup 0410
- Turnaround Udong 0410
- Paik Iron pan 0410

## Meios de comunicação

### My Little Television

#### Registro de aparência
Ele apareceu desde que o My Little Television era uma transmissão em tempo parcial. E ele continuou a ficar no No.1 até MLT-06. Mas ele anunciou uma tentativa de retirada por causa de comentários ruins de internautas e um escândalo de assédio sexual por parte de seu pai. Mais tarde, ele se tornou um problema em troca de cinco meses.

#### Razão da popularidade
Os pratos que mostra na My Little Television são cozinhados com ingredientes simples e fáceis de obter. Muitas pessoas pensam em sua persona, que não liga para calorias e faz comidas deliciosas, dá a muitos espectadores um charme distinto. Além disso, sua transmissão dá aos espectadores o prazer de preparar alimentos. Muitas das receitas que ele mostrou no programa foram feitas no SNS por muitas pessoas. Seu sotaque saboroso também contribuiu para sua popularidade.

### Home Food Rescue

#### Esboço do programa
Home Food Rescue é um programa em que o Sr. Baek mostra comida fácil e deliciosa com quatro animadores que não sabem cozinhar. Depois de definir o ingrediente principal, este programa prossegue com o conceito de apresentar menus fáceis e variados a partir do ingrediente principal. Esse aspecto mostra o quanto esse programa dá ênfase à aplicação de receitas, o que era difícil de ser visto em outros programas.

#### Característica do programa
Embora o nome desse programa seja Home Food Rescue, os cardápios desse programa não se limitam às refeições caseiras. É porque o conceito deste programa é ajudar os novatos na cozinha a preparar refeições caseiras fáceis. A introdução de menus fáceis fez com que muitos telespectadores adorassem este programa. No entanto, uma vez que mostra os menus fáceis que os novatos na culinária podem seguir facilmente, há relativamente muitos menus não profissionais e muito uso de açúcar. Por causa desse problema, Mr. Baek: The Homemade Food Master foi duramente criticado.

#### Home Food Rescue Season 3
Na 3ª temporada, tudo começou com novos membros, Yang Se-hyung, Lee Kyu-han, Yoon Doo-joon e Nam Sang-mi em fevereiro de 2017. O Sr. Baek disse: “Eu gostaria de mostrar aos espectadores boa comida, comida deliciosa, comida útil com novos membros. Mostraremos receitas fáceis que podem ser facilmente preparadas em casa".

### Shows de televisão
- 2010 KBS2 VJ Commando
- 2013 MBC Veranda Show – The World of Army Food
- 2013 MBC The Real men – Judge of cooking show
- 2014 KBS2 Happy Together – Christmas Special
- 2014 EBS World opinion ATLAS
- 2014 O'live K Chef Battlefield S2
- 2015–present SBS Baek Jong-won's Top 3 Chef King, Food Truck, Alley Restaurant – Main host
- 2015 MBC My Little Television[13]
- 2015 KBS2 Yunyega Junggye
- 2015–2017 tvN Home Food Rescue[14] Seasons 1–3
- 2015 tvN K Chef Battlefield S3
- 2016 tvN Go Go With Mr. Paik[15]
- 2018 tvN Street Food Fighter
- 2019 SBS Paik's Mysterious Kitchen
- 2019 tvN High School Lunch Cook-off
- 2019 tvN Street Food Fighter 2
- 2019-present SBS Delicious Rendezvous

### Anúncios
- 2015 GlaxoSmithKline Korea 《SENSODYNE》
- 2015 Dongsuh food 《OREO》
- 2015 Lotte Members 《L Point》 Accompaniment with So Yoo-jin
- 2015 Dawoo winia 《Dimchae Rice cooker》
- 2015 LG Electronics 《DIOS Refrigerator》
- 2015 Lock & Lock 《Lock & Lock》
- 2016 LG Household & Health Care 《Mr.Homestar》

## Livros
Ele publicou muitos livros, geralmente sobre culinária ou administração de restaurantes, incluindo a série "Home-cooked Food Recipes Recommended by Baek Jong-won".
- 2004 There is a Restaurant Secret to Earning Money (돈 버는 식당 비법은 있다), ISBN 9788935205813
- 2009 Baek Jong-won's Secret Cooking Recipes (백종원의 식당 조리비책), ISBN 9788987931289
- 2010 Professional Restaurant Managing for Beginners (초짜도 대박나는 전문식당), ISBN 9788926390856
- 2010 A Restaurant that Always Succeeds (무조건 성공하는 작은식당), ISBN 9788926390849
- 2010 Founded Recipes by the Eat-Out Management Professional Baek Jong-Won (외식경영 전문가 백종원의 창업레시피 세트), ISBN 9788926390900
- 2013 Beak Jong-won's Meat (백종원의 육), ISBN 9788987931333
- 2014 52 Home-cooked Food Recipes Recommended by Baek Jong-won (백종원이 추천하는 집밥 메뉴 52),[16] ISBN 9788926396674
- 2016 54 Home-cooked Food Recipes Recommended by Baek Jong-won (백종원이 추천하는 집밥 메뉴 54), ISBN 9788926396858
- 2016 Baek Jong-won's Managing Story (백종원의 장사 이야기), ISBN 9788926396902
- 2017 55 Home-cooked Food Recipes Recommended by Baek Jong-won (백종원이 추천하는 집밥 메뉴 55), ISBN 9788926366028

## Prêmios e honras
- 2015 The Tourism & Sciences Society of Korea Grand Prize
- 2016 TVN 1st tvN 10 Awards Contents Prize 10[17]
- 2016 SBS entertainment special prize[18]